# تشرمنا وه سلزسکو
تشرمنا وه سلزسکو (به چکی: Čermná ve Slezsku) یک منطقهٔ مسکونی در جمهوری چک است که در ناحیه اوپاوا واقع شده‌است. تشرمنا وه سلزسکو ۱۲٫۳۳ کیلومتر مربع مساحت و ۳۸۰ نفر جمعیت دارد و ۵۴۲ متر بالاتر از سطح دریا واقع شده‌است.